# Байлс, Дэн
Дэн Байлс (англ. Daniel Alan Byles; 24 июня 1974, Гастингс, Восточный Суссекс Великобритания) — британский полярный путешественник-исследователь, мореплаватель, океанский гребец, член Консервативной партии Великобритании, член Парламента Великобритании от округа Северный Уорикшир c 2010 по 2015 год.

## Биография
Даниель Алан Байлс родился в городе Гастингс графства Восточный Суссекс, Великобритания. Младший ребёнок в семье после сестры Бекки.
Вскоре, однако, семья Байлсов переехала сначала в Фринтон-он-Си, а затем на год в Бахрейн. После этого Байлсы перебрались в Саудовскую Аравию, где спустя пять лет проживания родители развелись и Даниель вместе с матерью и сестрой вернулся в Великобританию. Они поселились в Чиппинг-Нортоне. Благодаря правительственной программе образования для одарённых детей Даниель получил место в старейшей в Великобритании школе-интернате для мальчиков — Уорвик Скул. За время обучения он был избран школьным старостой, а также стал стипендиатом Министерства обороны Великобритании, выиграв соревнования «Army Sixth Form Scholarship». После окончания школы Байлс начал заниматься альпинизмом и на шесть месяцев отправился в путешествие по Юго-Восточной Азии. В это он время месяц прожил в одном из буддистских монастырей, где изучал медитацию. В период с 1993 по 1996 год Байлс обучался в Лидском университете, где изучал экономику и менеджмент. После этого в августе 1996 года был зачислен в Королевская военная академия в Сандхерсте, где со временем принял решение о переводе в состав Королевского армейского медицинского корпуса.
В 1997 году Байлс вместе со своей матерью принимал участие в первой в истории Атлантической гребной гонке. Гонка начиналась в Порту св. Чарльза на Барбадосе и через Атлантический океан заканчивалась в Плайя Сан Хуан на Теннерифе. Их команда выступала на деревянной лодке «Аврора». Расстояние от старта до финиша (5637 км) они преодолели за 100 дней 18 часов и 57 минут. После этого их пара принимала ещё два раза участие в Атлантической гребной гонке.
В 2007 году Байлс вместе со своей мамой и другом Ричардом приняли участие в Polar race 2007 — от эскимосский деревни Резольют и до Северного магнитного полюса. Их команда под названием «Ikey Icemen» с результатом 20 дней, 6 часов и 1 минута пришла последней.